# 七間町 (名古屋市)
七間町（しちけんちょう）は、愛知県名古屋市中区にあった地名。現在の錦三丁目・丸の内三丁目の一部に相当する。1丁目から5丁目が設定されていた。

## 地理
名古屋市中区中央部に位置していた。東は呉服町1・2丁目・京町2丁目・西魚町2丁目・研屋町2丁目・桜町2丁目・宮町2丁目、西は御幸本町通1丁目・4丁目・京町1丁目・西魚町1丁目・研屋町1丁目・桜町1丁目・宮町1丁目、南は宮町1・2丁目、北は南外堀町8丁目に接していた。

## 歴史

### 地名の由来
在清須時代、町内に存在した7軒の家が3階建てを建てたことに由来する。

### 沿革
- 慶長16年 - 清洲越しにより、名古屋に七間町として成立した[3][4]。
- 慶長19年以降 - 下七間町につき、この頃に町家が形成されたという説がある[4]。
- 万治元年 - 七間町が上七間町・下七間町に分離[3]。
- 明治4年 - 上下七間町が合併し、七間町が成立[3]。
- 1878年（明治11年） - 名古屋区成立に伴い、同区七間町となる[2]。
- 1889年（明治22年） - 名古屋市成立に伴い、同市七間町となる[2]。
- 1908年（明治41年）4月1日 - 東区成立に伴い、同区七間町となる[1]。
- 1927年（昭和2年）
  - 5月26日 - 一丁目において濃勢電気株式会社が資本金500万円で設立された[5]。
  - 7月7日 - 長良川電化株式会社が一丁目に本店を移した[6]。
- 1944年（昭和19年）2月11日 - 栄区成立に伴い、同区七間町となる[1]。
- 1945年（昭和20年）11月3日 - 栄区廃止に伴い、中区七間町となる[1]。
- 1966年（昭和41年）3月31日 - 住居表示実施に伴い、1～4丁目が丸の内三丁目、4・5丁目が錦三丁目に編入され、消滅[1]。

## 出身・ゆかりのある人物
- 櫻井清三郎（足袋太物商、愛知県多額納税者[7]、地家主、櫻井殖産代表社員[8]）
- 櫻井清三郎（櫻井代表、呉服商[9]、櫻井屋、木綿商[10]、足袋太物商[11]）
- 林董一